# Bernd Bernsteiner
Bernd Bernsteiner (* 25. November 1980) ist ein ehemaliger österreichischer Fußballspieler auf der Position eines Stürmers.

## Karriere
Bernsteiner begann seine Karriere beim FC Lankowitz in der Steiermark. Über die Herrenmannschaft der Maria Lankowitzer und des ASK Köflach kam er im Jahr 2000 zur gerade in die Regionalliga aufgestiegenen Kapfenberger SV, für die er fortan in der ersten und der noch tiefer spielenden zweiten Mannschaft zum Einsatz kam. Mit den Kapfenbergern schaffte er den Aufstieg in den Profifußball, wechselte aber noch vor Saisonbeginn 2002/03 zum Ligakonkurrenten ASK Köflach, mit dem er stets in der oberen Tabellenhälfte der Regionalliga Mitte abschloss. Nach zwei Jahren in Köflach wechselte er 2004 zum DSV Leoben in die zweite österreichische Liga. Im Jahre 2005 kehrte er nach Köflach zurück und schloss sich nach einer Saison dem ASK Voitsberg an. Ab Sommer 2007 spielte er wieder bei der Kapfenberger SV, mit der er 2008 in die Bundesliga aufstieg. Sein Debüt in der Bundesliga gab Bernsteiner am 9. Juli 2008 gegen LASK. Er wurde in der 61. Minute gegen Arno Kozelsky ausgewechselt. Seine ersten beiden Bundesligatreffer erzielte Bernsteiner gegen den am 29. August 2008 bei einem 3:2-Sieg über den SCR Altach. Nach einer relativ erfolgreichen Saison in der Bundesliga wechselte Bernsteiner zurück in die zweithöchste österreichische Spielklasse und unterschrieb beim FC Gratkorn. Bei den Gratkornern war über zwei Spielzeiten hinweg Stammspieler in der Profimannschaft, kam aber 2010/11 auch zu einigen Einsätzen in der zweiten Mannschaft mit Spielbetrieb in der viertklassigen Landesliga. Im Sommer 2011 wechselte der damals 31-Jährige zum SC Kalsdorf, für den er im Juli allerdings nur ein Freundschaftsspiel und zwei Partien im steirischen Fußballpokal absolvierte und danach keine Einsätze mehr verzeichnen konnte. Seine Karriere ließ er daraufhin bis 2013 im unterklassigen Fußball beim TUS Heiligenkreuz/Wassen und beim SV Andritz ausklingen.
Heute (Stand: 2022) ist der Magister als selbstständiger Unternehmer im Einzelhandel mit Spielwaren in Graz tätig.

## Erfolge
- 1× Österreichischer Zweitligameister: 2007/08 (Erste Liga)